# Fortunat Pintarić
Fortunat Pintarić (Čakovec, 3. ožujka 1798. – Koprivnica, noć 24. na 25. veljače 1867.), hrvatski skladatelj i orguljaš, franjevac.

## Životopis
Franjevac Fortunat Pintarić bio je orguljaš i skladatelj koji je hrvatskoj glazbi ostavio vrijedna djela, a i izvanredno dobar profesor, nadasve latinist. Pučku školu je završio u rodnom Čakovcu. Učio je zatim i službovao u Zagrebu, Varaždinu, Virovitici i Koprivnici u čijem je samostanu kao gvardijan umro od moždane kapi. Iz Varaždina je o Pintariću sačuvan ovaj zapis: A kako imadosmo zimi i ljeti svaki dan, osim četvrtka, svetu misu, to je otac Fortunat pod svetom misom svirao. To je bio odličan organist i pjevač, pak i skladatelj, te nas je kad i kad, osobito k velikim blagdanima novim svojim muzikalnim proizvodom razveselio, koji su pod njegovim ravnanjem izvađali čisti, zvonki, milozvučni mladenački glasovi. Pintarićev skladateljski opus vrlo je bogat. 
1860. godine neuspješno je pokušao objaviti crkvenu pjesmaricu Crkvenu liru.
Franjevac Paškal Cvekan u prikazu njegova djela navodi mišljenje Mendlova Musikalisches Conversations-Lexikon iz 1877. : Pintarić uživa u Hrvatskoj glas izvrsnog orguljaša i crkvenog skladatelja, koji je uglazbio više od 500 crkvenih popijevaka, a stekao je besmrtne zasluge za crkvenu glazbu u Hrvatskoj. I u novije su doba mnoge Pintarićeve skladbe pronađene u koprivničkom samostanu, a profesor Filić spominje, uz ostalo, da je Fortunat Pintarić napisao čak četrdeset originalnih misa, dvanaest zbirki crkvenih popijevki, dvanaest skladbi za orgulje, četrnaest svjetovnih instrumentalnih glazbotvorina i druge neobjavljene ili nepronađene skladbe te zapise o pjevanju i slično. Mnogo toga možda je zauvijek izgubljeno, jer da je nađeno ono što je u popisu muzikalija u koprivničkom franjevačkom samostanu svojedobno našao profesor Ladislav Šaban, o Pintarićevu skladateljskom radu imali bismo potpuniju, a možda posve drukčiju sliku u spomenici koprivničkog samostana iz 1867. zabilježeno je da je taj marljiv i učen čovjek do posljednjeg trenutka radio, te da mu u domovini jedva jednakoga ima. 
U Koprivnici osnovna glazbena škola nosi njegovo ime.

## Vanjske poveznice
- Pintarić, Fortunat Hrvatska enciklopedija